# Острохвостая саванная овсянка
Острохвостая саванная овсянка (лат. Ammodramus caudacutus) — вид певчих воробьиных птиц из семейства Passerellidae.

## Описание
Острохвостая саванная овсянка достигает длины от 11 до 14 см, размах крыльев составляет от 17 до 21 см, вес варьирует от 14 до 23 грамм. Взрослые особи имеют коричневато-серую голову, горло и брюхо светлого цвета, грудь кремового цвета с тёмными прожилками. Область вокруг глаз птицы желтовато-бежевого или жёлто-оранжевого оттенка. Клюв с верхней стороны тёмного цвета, с нижней светлый. Радужная оболочка глаз коричневого цвета. Хвост короткий, заострённый. Половой диморфизм отсутствует. У молодых особей преобладают желтовато-бежевые оттенки.

## Среда обитания
Птица обитает на маршах, расположенных на атлантическом побережье, от южной части Мэна до Виргинии. Гнездо располагается выше линии прилива. Самцы конкурируют за самок, но свою территорию не защищают. Птенцов выкармливает только самка. Осенняя миграция проходит в период с сентября по конец ноября, своего пика достигает в октябре. Мигрируют птицы дальше на юг, вдоль восточного побережья США. Численность птицы сокращается из-за потери среды обитания, связанной с деятельностью человека.

## Образ жизни
Саванные овсянки держатся на земле или в болотной растительности. В рацион питания входят насекомые, мелкие беспозвоночные и семена. Самки откладывают от трёх до пяти яиц, реже от двух до шести. Период высиживания длится 12 дней.